# Tatjana Patitz
Tatjana Patitz (Hamburg, 25 maart 1966 – Santa Barbara (Californië), 11 januari 2023) was een Duits supermodel. 

## Biografie
Haar vader was Duits, haar moeder kwam uit Estland. Met haar vader, een reisjournalist, reisde zij de wereld rond. Haar jonge jaren bracht ze voornamelijk in Zweden door. In 1983, op zeventienjarige leeftijd, deed ze mee aan de Elite Model Look-wedstrijd waar ze als derde eindigde. Onder de vleugels van fotograaf Peter Lindbergh steeg ze op naar het firmament van de gekende fotomodellen. Ze poseerde voor de tijdschriften Elle, Harper's Bazaar en Vogue.
In de videoclip Freedom '90 van George Michael verscheen ze naast Naomi Campbell, Linda Evangelista, Christy Turlington en Cindy Crawford. Sindsdien werd ze gerekend tot 'the big five'. Het tijdschrift Vanity Fair riep haar uit tot 'catwalk queen of the 1990s'. Ze verscheen ook in veel reclamespots. Haar grootste rol in een bioscoopfilm was in Rising Sun uit 1993 van Philip Kaufman.
In 2004 beviel Tatjana Patitz van een zoon, Jonah. Ze woonde in Californië, was een milieuactiviste en leefde omringd door dieren, haar hobby was paardrijden.
Sinds het najaar van 2009 was Tatjana Patitz het gezicht van Marina Rinaldi, een Italiaans modebedrijf. In 2011 kreeg ze de 'Style Icon'-prijs tijdens de Vienna Fashion Awards.
Patitz overleed begin 2023 in haar huis in Santa Barbara op 56-jarige leeftijd aan de gevolgen van borstkanker.